# 特丁顿
特丁顿（或译泰丁敦）是英國倫敦的一個地區，在行政區劃上屬於泰晤士河畔里奇蒙倫敦自治市。特丁顿位於倫敦西南部，在歷史上曾屬於米德塞克斯郡。特丁顿地處泰晤士河北岸，是一個富人區。